# Сержіо Пачеко де Олівейра
Сержіо Пачеко де Олівейра (англ. Sergio Pacheco de Oliveira; 7 липня 1981, Ріо-де-Жанейро) — колишній бразильський футболіст, захисник.

## Біографія
Будучи дитиною, любив футбол і весь вільний час присвячував футболу. Його помітив один бізнесмен і запросив його в футбольну школу. Там він відточував свою майстерність. У 15 років потрапив в голландський клуб «НАК Бреда». Спочатку грав у юнацькій команді, а потім перейшов професійний клуб, який виступав у чемпіонаті Нідерландів. У першій команді НАКа грав три роки, найвищим досягненням було завоювання 5 місця в чемпіонаті країни.
Після цього перейшов до «Роди». Чотири сезони, проведених в цьому клубі були досить успішними. «Рода», яка не була провідною командою голландського чемпіонату, регулярно обігравала визнаних грандів — «Аякс», «Фейеноорд» і ПСВ і постійно грала в Кубку УЄФА.
У червні 2006 року перейшов в донецький «Металург» за 1,5 млн євро, підписавши контракт на чотири роки. В чемпіонаті України дебютував 26 липня 2006 року в матчі проти «Дніпра» (0:2).
Взимку 2008 року перейшов в турецький «Сівасспор» за 1 млн євро, але в команді не закріпився і в подальшому недовго виступав в Азербайджані та на батьківщині..
У сезоні 2010/11 Сержіо підписав контракт з клубом мальтійської Прем'єр-ліги «Таркс'єн Рейнбоуз», де зустрівся зі своїм колишнім товаришем по НАКу, Крістіано і виступав до кінця сезону, після чого ще рік грав за мексиканський клуб «Торос Неса».
Завершив ігрову кар'єру у 2013 році на батьківщині у клубі «Дукі-ді-Кашіас», що виступав у Серії С.

## Особисте життя
Дуже рано познайомився зі своєю майбутньою дружиною Ренатою. Вона жила неподалік від Сержіо. У них є двоє синів. Старший Габріель і молодший Леві.

## Статистика
| Сезон   | Клуб                   | Ліга          | Чемпіонат | Чемпіонат | Кубок | Кубок | Єврокубки | Єврокубки | Дубль | Дубль |
| Сезон   | Клуб                   | Ліга          | Ігри      | Голи      | Ігри  | Голи  | Ігри      | Голи      | Ігри  | Голи  |
| ------- | ---------------------- | ------------- | --------- | --------- | ----- | ----- | --------- | --------- | ----- | ----- |
| 1999/00 | НАК Бреда              | Еерстедивізі  | 21        | 3         |       |       |           |           |       |       |
| 2000/01 | НАК Бреда              | Ередивізі     | 24        | 5         |       |       |           |           |       |       |
| 2001/02 | НАК Бреда              | Ередивізі     | 27        | 9         |       |       |           |           |       |       |
| 2002/03 | Рода                   | Ередивізі     | 28        | 7         | 1     | 0     |           |           |       |       |
| 2003/04 | Рода                   | Ередивізі     | 23        | 1         |       |       |           |           |       |       |
| 2004/05 | Рода                   | Ередивізі     | 33        | 11        |       |       | 2         | 0         |       |       |
| 2005/06 | Рода                   | Ередивізі     | 33        | 7         | 1     | 0     | 4         | 1         |       |       |
| 2006/07 | Металург (Донецьк)     | Вища ліга     | 21        | 2         | 2     | 0     |           |           | 2     | 0     |
| 2007/08 | Металург (Донецьк)     | Вища ліга     | 10        | 0         | 1     | 0     |           |           | 5     | 0     |
| 2007/08 | Сівасспор              | Суперліга     | 9         | 0         |       |       |           |           |       |       |
| 2008/09 | Сівасспор              | Суперліга     | 6         | 0         | 3     | 0     | 3         | 0         |       |       |
| 2010    | Ріо-Бранко (Амерікана) | Ліга Пауліста | 2         | 1         |       |       |           |           |       |       |
| 2010/11 | Таркс'єн Рейнбоуз      | Прем'єр-ліга  | 22        | 10        | 3     | 0     |           |           |       |       |
| 2011/12 | Торос Неса             | Ассенсо МХ    | 10        | 0         |       |       |           |           |       |       |
| 2013    | Дукі-ді-Кашіас         | Серія C       | 26        | 0         |       |       |           |           |       |       |
| Всього  | Всього                 | Всього        | 295       | 56        | 8     | 0     | 9         | 1         | 7     | 0     |